# Zope
Zope (förkortning av eng. Z Object Publishing Environment). Det är ett datorprogram som är skapat med programmeringsspråket Python. Det är en familj av fri och öppen källkod på en applikationsserver på webben skriven i Python Python, och deras tillhörande community. Zope står för "Z Object Publishing Environment", och var det första systemet som använde den nu vanliga publiceringsmetoden Object (computer science) för webben. Zope har varit ett genombrottsprogram, en applikation som hjälpte till att sätta det i strålkastarljuset.

## Historia
Zope Corporation bildades 1995 i Fredericksburg, Virginia under namnet Digital Creations, som ett joint venture med InfiNet (ett gemensamt företag för tidningsföretag). Företaget utvecklade en rubrikannonsmotor för Internet. 1997 blev företaget självständigt och privat. Företagets mjukvaruutvecklare leds av CTO Jim Fulton. PythonLabs, skapare av Python, blev en del av företaget 2000 (Python-grundaren Guido van Rossum lämnade Zope Corp 2003).
Det som nu är känt som Zope 2 började med en sammanslagning av tre separata mjukvaruprodukter – Bobo, Document Template, och BoboPOS – till Principia application server. På uppdrag av sin största investerare, Opticality Ventures, släpptes Principia som fri programvara under namnet Zope 1998. Bobo, och därför Zope, var den första lösningen för publicering av webbobjekt.
I november 2004 släpptes Zope 3. Zope 3 är en fullständig omskrivning som bara bevarar den ursprungliga ZODB-objektdatabasen. Den är direkt avsedd för utveckling av webbapplikationer för företag med de senaste utvecklingsparadigmen. Zope 3 är dock inte kompatibel med Zope 2, så det går inte att köra Zope 2-applikationer på Zope 3.